# ويلمينغتون مانور (ديلاوير)
ويلمينغتون مانور (بالإنجليزية: Wilmington Manor CDP, Delaware)‏ هي منطقة سكنية تقع بولاية ديلاوير في الولايات المتحدة. تبلغ مساحتها 4.23 كم2، وترتفع عن سطح البحر 17.9832 م، بلغ عدد سكانها 7,889 نسمة في عام 2010 حسب إحصاء مكتب تعداد الولايات المتحدة وتصل الكثافة السكانية فيها 1,865 نسمة لكل كيلومتر مربع (4,830.3/ميل2).

## التركيبة السكانية
حدّد مكتب تعداد الولايات المتحدة بيانات التركيبة السكانية لويلمينغتون مانور في تعداد الولايات المتحدة. في ما يلي، التركيبة السكانية حسب تعدادي 2000 و2010.

### تعداد عام 2000
بلغ عدد سكان ويلمينغتون مانور 8,262 نسمة بحسب تعداد عام 2000، وبلغ عدد الأسر 3,040 أسرة وعدد العائلات 2,173 عائلة مقيمة في المنطقة السكنية. في حين سجلت الكثافة السكانية 1,953.2 نسمة لكل كيلومتر مربع (5,058.8/ميل2). وبلغ عدد الوحدات السكنية 3,173 وحدة بمتوسط كثافة قدره 750.1 لكل كيلومتر مربع (1,942.8/ميل2).
وتوزع التركيب العرقي للمنطقة السكنية بنسبة 79.33% من البيض و10.95% من الأمريكيين الأفارقة و0.19% من الأمريكيين الأصليين و0.85% من الأمريكيين ذوي الأصول الآسيوية و0.06% من سكان جزر المحيط الهادئ و6.69% من الأعراق الأخرى و1.92% من عرقين مختلطين أو أكثر و12.96% من الهسبانيون أو اللاتينيون من أي عرق.
بلغ عدد الأسر 3,040 أسرة كانت نسبة 36.8% منها لديها أطفال تحت سن الثامنة عشر تعيش معهم، وبلغت نسبة الأزواج القاطنين مع بعضهم البعض 52.3% من أصل المجموع الكلي للأسر، ونسبة 13.2% من الأسر كان لديها معيلات من الإناث دون وجود شريك، بينما كانت نسبة 5.9% من الأسر لديها معيلون من الذكور دون وجود شريكة وكانت نسبة 28.5% من غير العائلات. تألفت نسبة 22.5% من أصل جميع الأسر من عدة أفراد يعيشون في نفس المنزل ونسبة 10.1% كانت تتألف من شخص يعيش بمفرده يبلغ من العمر 65 عاماً أو أكثر. وبلغ متوسط حجم الأسرة المعيشية 2.72، أما متوسط حجم العائلات فبلغ 3.14.
بلغ العمر الوسطي للسكان 36.0 عاماً. وكانت نسبة 24.8% من القاطنين تحت سن الثامنة عشر، وكانت نسبة 9.4% بين الثامنة عشر والرابعة والعشرين عاماً، ونسبة 30.2% كانت واقعةً في الفئة العمرية ما بين الخامسة والعشرين والرابعة والأربعين عاماً، ونسبة 21.7% كانت ما بين الخامسة والأربعين والرابعة والستين، ونسبة 13.8% كانت ضمن فئة الخامسة والستين عاماً فما فوق. يوجد لكل 100 أنثى 102.3 ذكر، ويوجد لكل 100 أنثى في الثامنة عشر من عمرها فما فوق 100.8 ذكر.
بلغ متوسط دخل الأسرة في المنطقة السكنية 43,434 دولارًا، أما متوسط دخل العائلة فبلغ 48,920 دولارًا. وكان متوسط دخل الذكور 36,111 دولارًا مقابل 27,743 دولارًا للإناث. وسجل دخل الفرد الخاص بالمنطقة السكنية 18,934 دولارًا. وكانت نسبة 5.5% من العائلات ونسبة 9.4% من السكان تحت خط الفقر، وكان من هؤلاء نسبة 10.9% تحت سن الثامنة عشر ونسبة 6.6% في الخامسة والستين من العمر وما فوق.

### تعداد عام 2010
بلغ عدد سكان ويلمينغتون مانور 7,889 نسمة بحسب تعداد عام 2010، وبلغ عدد الأسر 2,853 أسرة وعدد العائلات 2,025 عائلة مقيمة في المنطقة السكنية. في حين سجلت الكثافة السكانية 1,865 نسمة لكل كيلومتر مربع (4,830.3/ميل2). وبلغ عدد الوحدات السكنية 3,039 وحدة بمتوسط كثافة قدره 718.4 لكل كيلومتر مربع (1,860.6/ميل2).
وتوزع التركيب العرقي للمنطقة السكنية بنسبة 68.61% من البيض و15.48% من الأمريكيين الأفارقة و0.52% من الأمريكيين الأصليين و1.06% من الأمريكيين ذوي الأصول الآسيوية و0.01% من سكان جزر المحيط الهادئ و11.36% من الأعراق الأخرى و2.95% من عرقين مختلطين أو أكثر و19.69% من الهسبانيون أو اللاتينيون من أي عرق.
بلغ عدد الأسر 2,853 أسرة كانت نسبة 35.6% منها لديها أطفال تحت سن الثامنة عشر تعيش معهم، وبلغت نسبة الأزواج القاطنين مع بعضهم البعض 46.8% من أصل المجموع الكلي للأسر، ونسبة 15.9% من الأسر كان لديها معيلات من الإناث دون وجود شريك، بينما كانت نسبة 8.3% من الأسر لديها معيلون من الذكور دون وجود شريكة وكانت نسبة 29% من غير العائلات. تألفت نسبة 23.1% من أصل جميع الأسر من عدة أفراد يعيشون في نفس المنزل ونسبة 9.6% كانت تتألف من شخص يعيش بمفرده يبلغ من العمر 65 عاماً أو أكثر. وبلغ متوسط حجم الأسرة المعيشية 2.76، أما متوسط حجم العائلات فبلغ 3.19.
بلغ العمر الوسطي للسكان 36.7 عاماً. وكانت نسبة 24.2% من القاطنين تحت سن الثامنة عشر، وكانت نسبة 9.2% بين الثامنة عشر والرابعة والعشرين عاماً، ونسبة 27.3% كانت واقعةً في الفئة العمرية ما بين الخامسة والعشرين والرابعة والأربعين عاماً، ونسبة 25.4% كانت ما بين الخامسة والأربعين والرابعة والستين، ونسبة 13.8% كانت ضمن فئة الخامسة والستين عاماً فما فوق. وتوزع التركيب الجنسي للسكان بنسبة 50.1% ذكور و49.9% إناث.